# Estadio Jorge Abel Marteau
El Estadio Jorge Abel Marteau es un estadio de fútbol ubicado en la ciudad de Monteros, Tucumán, Argentina. Este es propiedad del Club Atlético Ñuñorco y cuenta con capacidad para 12000 espectadores. Se halla en la calle Belgrano en cercanía al Ingenio Ñuñorco.

## Historia
Originalmente Ñuñorco disputaba sus primeros partidos en el Gimnasio Municipal de la ciudad de Monteros. Pero en 1944 son donados los terrenos del actual recinto deportivo adyacente al Ingenio Ñuñorco, siendo inaugurado el estadio en el año 1945 durante la presidencia de Jorge Abel Marteau.El 11 de octubre de 1950 se inauguró el sistema de iluminación artificial del estadio en un encuentro amistoso jugado con el club Atlético Lanús.
Durante la década del 1970 se realizaron diversas obras de remodelación del estadio, como la renovación del campo de juego y el alambrado, la construcción de plateas con butacas, palcos para periodistas y autoridades y una nueva tribuna Este.En el año 2016 el estadio fue denominado como Estadio Jorge Abel Marteau, en honor al presidente de la institución durante la construcción del recinto futbolístico.El 17 de julio de 1971 Ñuñorco disputó un partido amistoso contra el club Boca Juniors en el estadio, ganando el segundo por tres goles a favor contra uno del local.